# Armata morska 152 mm Mark XXIII
Armata morska 152 mm Mark XXIII (6-inch BL Mark XXIII) – brytyjska armata morska zaprojektowana w 1930 i używana na krążownikach w okresie II wojny światowej.

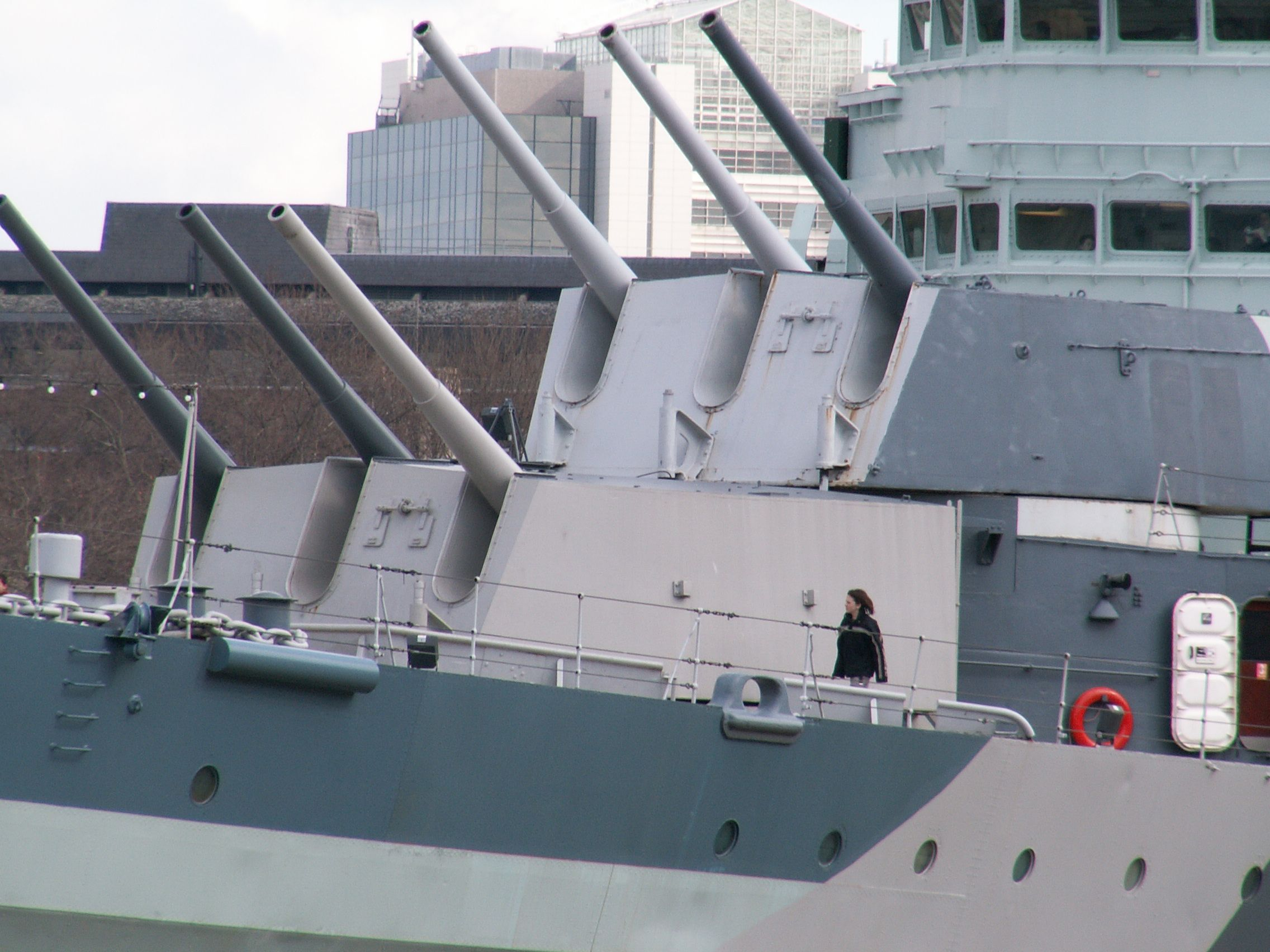
Dziobowe wieże Mark XXIII dział 152 mm Mark XXIII krążownika HMS "Belfast"

Armatę zaprojektowano po London Cruiser Conference, która odbyła się w 1929. Zdecydowano na niej, że maksymalny kaliber armat, w które mogą być uzbrojone krążowniki, to 6 cali (152 mm). Początkowo planowano jej użycie jako armaty uniwersalnej, ale ówczesny szybki rozwój techniki lotniczej i, co się z tym wiązało, wzrost szybkości samolotów spowodował, że armata ta nie była skuteczną bronią przeciwlotniczą i ostatecznie zrezygnowano z tej roli. Armata weszła do służby w 1933.
Maksymalny zasięg armaty wynosił 23 000 metrów, a szybkostrzelność pomiędzy sześcioma a ośmioma strzałami na minutę. Opracowano dwa rodzaje amunicji CPBC (Common Pointed Ballistic Cap - przeciwpancerna z czepcem balistycznym) oraz HE (High Explosive - kruszący).
Łącznie wyprodukowano 469 armat we wszystkich odmianach.